# 杉村英孝
杉村 英孝（すぎむら ひでたか、1982年3月1日 - ）は、日本のボッチャ選手（BC2クラス）。TOKIOインカラミ所属。伊豆介護センター勤務。
2021年開催の東京パラリンピック ボッチャ 個人 金メダリスト。

## 経歴
静岡県伊東市出身。先天性の脳性麻痺で小学校から高校まで静岡市内の特別支援学校・静岡県立中央養護学校に通った。学生時は車いすサッカーなどをしていたが、高3の時、施設の教師に見せてもらったビデオをきっかけにボッチャを始めた。
卒業後、静岡市内で初めて行われたボッチャの地方大会に出場、団体戦で3位の成績を収めた。2009年の日本ボッチャ選手権大会で3位、2010年のBOCCIA JAPAN CUP 2010で3位に入り、平成22年（2010年）度の日本ボッチャ協会の強化指定選手に選出。
同年7月に広州市で行われた2010アジアパラ競技大会では日本人最高の5位となった。
2011年8月にベルファストで開かれたBoccia World Cup 2011では廣瀬隆喜、海沼理佐、柴山友里子（BC1）、秋元妙美（BC1）と団体戦に挑み、準優勝。国際大会で日本チームが銀メダルを取るのはこれが初めてであった（個人戦では決勝トーナメント1回戦で敗退し、23位）。
2012年のロンドンパラリンピックではボッチャの主将を務めた。団体で日本（廣瀬、杉村、柴山、秋元）は1次リーグを勝ち上がったが、準々決勝でポルトガルに敗れ、7位。日本はボッチャ団体としては初めてのパラリンピック入賞となり、杉村は大会後、厚生労働大臣表彰、静岡県知事特別表彰、伊東市のスポーツ栄誉賞を受賞した。
2013年1月の第14回日本ボッチャ選手権大会で初優勝。同年12月の第15回日本ボッチャ選手権大会でも優勝し、2連覇。2015年2月の第16回日本ボッチャ選手権大会では準決勝で廣瀬隆喜に敗れ、3位。同年6月、ポズナンで行われたBoccia World Open - Poznan 2015では廣瀬、杉村、BC1の木谷隆行の3人で団体戦を挑み、優勝。国際戦では初めてとなる金メダルに輝いた（個人戦ではベスト16で敗れ、13位）。
同年12月に行われた第17回日本ボッチャ選手権大会では決勝で廣瀬を破り、3度目の優勝を果たした。
2016年3月に北京で行われたボッチャ世界選手権大会では3位に入り、自身初となる国際大会個人戦でのメダルを獲得した。
同年9月に行われたリオデジャネイロパラリンピックではロンドンに引き続き日本代表（通称：火ノ玉JAPAN）の主将を務めた。BC1とBC2の混合団体では廣瀬、杉村、藤井友里子、木谷の4人で挑み、準決勝でポルトガルに8－5で勝利し、決勝進出。決勝でタイに4－9で敗れ、準優勝となり、ボッチャ日本代表としては初めてのメダルを獲得した。個人戦は2連勝で1次リーグを通過したが、準々決勝で5－5のタイブレイクの末に敗れた。
2017年10月にタイのバンコクで開かれたバンコク・ワールドオープンの個人戦・団体戦の両方で優勝し、国際大会では自身初となる個人戦の金メダルを獲得。翌11月に行われた第19回日本ボッチャ選手権大会では2大会ぶり4度目の優勝を果たした。
2018年3月に伊勢市の三重県営サンアリーナで開かれた「アジア・オセアニア地区オープン」では個人戦で優勝。団体戦もマレーシア、香港チームに勝って金メダルを獲得した。同年8月のイギリスのリバプールで開かれたボッチャ世界選手権では個人戦で銅メダル、団体戦で銀メダルを獲得。
2018年12月1日、2日のボッチャ日本選手権では決勝で廣瀬を破り2連覇を達成。同年12月15日から21日にアラブ首長国連邦のドバイで開かれたボッチャ世界オープンでは個人・団体ともに銀メダルを獲得し、世界ランキングで自己最高の3位に浮上した。
2021年現在、世界ランク2位。
2021年8月開幕の東京パラリンピックに出場。個人戦は予選リーグでディアナ・ツィプリナ（RPC）、ダニク・アラード（カナダ）、クリスチナ・ゴンサルベス（ポルトガル）と対戦し、3連勝で突破。決勝トーナメントは、準々決勝でロベルト・メジーク（スロバキア）を8-1、準決勝でマシエル・サントス（ブラジル）を3-2、決勝でワッチャラポン・ウォンサ（タイ）を5-0で破り、日本勢として個人初の金メダルを獲得。同年、紫綬褒章受章。精度の高さは「スギムライジング」と呼ばれ、同年の新語・流行語大賞トップテンに選出された。
東京パラリンピック ボッチャ 個人BC2において金メダルを獲得した功績をたたえ、2022年2月23日、静岡県伊東市のJR伊東駅前に記念のゴールドポスト（第76号）が設置された（ゴールドポストプロジェクト）。

## 主な戦績
詳細はボッチャ・杉村英孝後援会 プロフィール参照。
- 日本ボッチャ選手権大会 優勝5回（第14回、第15回、第17回、第19回、第20回）。
- Boccia World Cup 2011 団体準優勝。
- ロンドンパラリンピック 団体7位。
- Boccia World Open - Poznan 2015 団体優勝。
- BISFed 2016 World Individual Championships（2016ボッチャ世界選手権大会） 個人戦3位。
- リオデジャネイロパラリンピック 準優勝（混合団体 BC1-2）。
- BISFed 2017 Bangkok World Open 個人戦・団体戦優勝。
- BISFed 2018 ISE Regional Open 個人戦・団体戦優勝。

## 人物
- 伊東市の伊豆介護センター勤務。月1回、静岡市で静岡ボッチャ協会の仲間と練習に励んでいる。勤務先のはからいで機能訓練室に作られたコートでも練習を行っている[2]。
- 勤務先の伊豆介護センターの社長が会長を務める後援会があり、ホームページで試合結果などの情報発信を行っている。